# مردی متفاوت
مردی متفاوت (انگلیسی: A Different Man) یک فیلم دلهره‌آور روان‌شناختی و کمدی سیاه آمریکایی محصول سال ۲۰۲۴ به نویسندگی و کارگردانی آرون شیمبرگ است که در آن سباستین استن، رناته رینس‌وه و آدام پیرسون ایفای نقش می‌کنند.
این فیلم در ۲۱ ژانویه ۲۰۲۴ در جشنواره فیلم ساندنس به نمایش درآمد و توسط ای۲۴ در ۲۰ سپتامبر ۲۰۲۴ در سینماهای ایالات متحده اکران شد. این فیلم با نقدهای مثبت منتقدان روبرو شد و از سوی هیئت ملی بازبینی به عنوان یکی از ۱۰ فیلم مستقل برتر سال ۲۰۲۴ برگزیده شد.

## بازیگران
- سباستین استن
- رناته رینس‌وه
- آدام پیرسون
- سی. میسون ولز
- اوون کلاین
- چارلی کورسمو
- پاتریک وانگ
- مایکل شنون در نقش خودش